# Katalytische triade

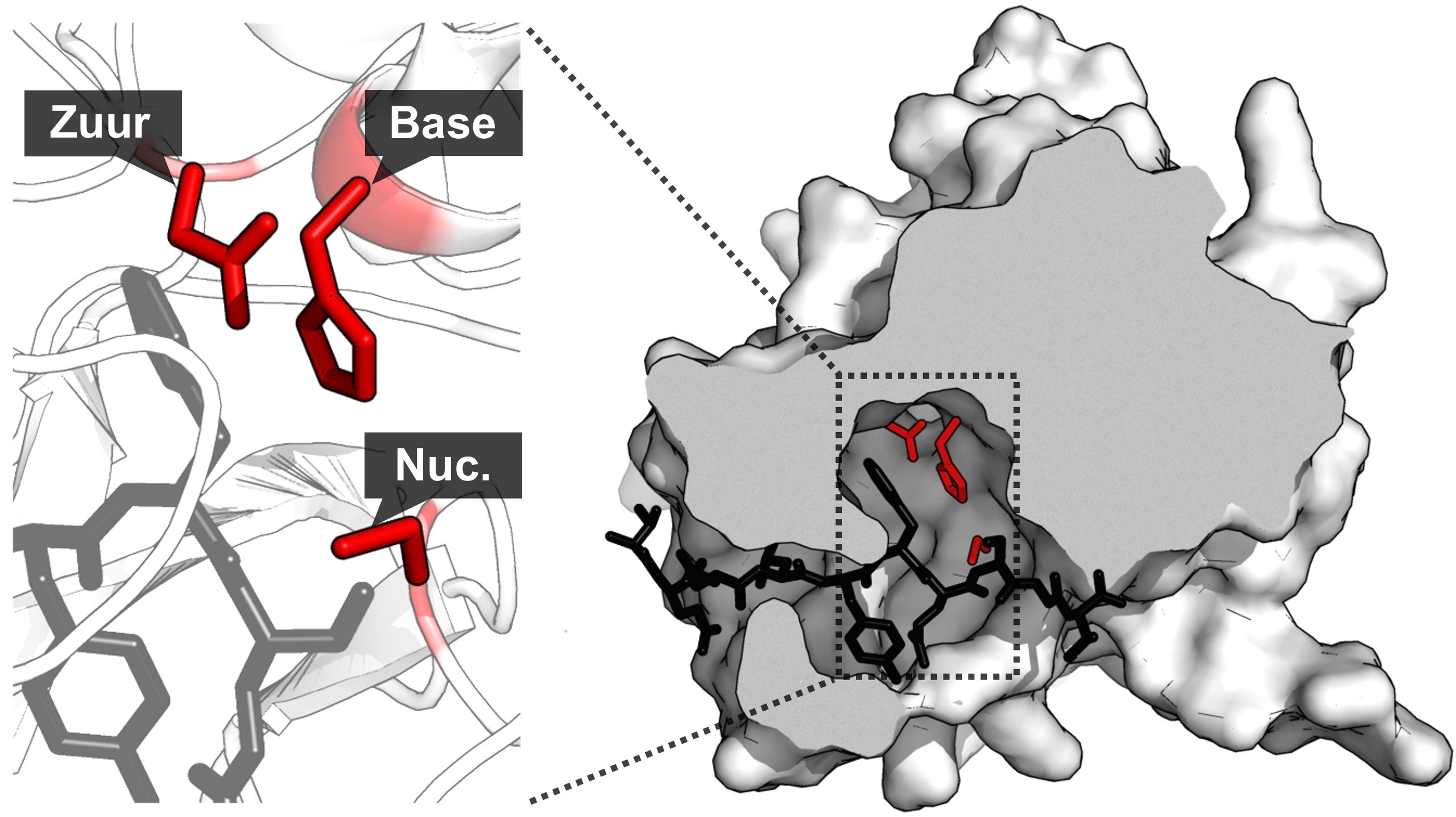
Katalytische triade van een protease, met drie residuen (rood). De triade bestaat in dit geval uit aspartaat (Zuur), histidine (Base) en de nucleofiel cysteïne

Een katalytische triade is een benaming voor een bijeengeschakeld drietal aminozuren in het actieve centrum van bepaalde enzymen. Katalytische triaden komen voor in hydrolasen en transferasen: twee grote groepen enzymen waartoe onder andere de proteasen, amidasen, esterasen, en lipasen behoren. 
In een katalytische triade bevinden zich gewoonlijk drie aminozuurresiduen, die samenwerken om een chemische reactie te katalyseren. Meestal bevat de triade een zuur, basisch en nucleofiel aminozuur die tijdelijk een (covalente) binding aangaan met het substraat. In een dergelijke situatie vormen de residuen samen een ladingsnetwerk die het nucleofiele residu activeren, waardoor het substraat wordt aangevallen. Hierbij ontstaat een covalent tussenproduct dat gehydrolyseerd wordt om het enzym weer vrij te maken. Het nucleofiele residu is meestal serine of cysteïne, maar ook zijn gevallen bekend waarin threonine of zelfs selenocysteïne in de triade voorkwamen.
De aminozuurresiduen van een katalytische triade kunnen ver uit elkaar liggen in de aminozuursequentie (primaire structuur), maar ze worden bij elkaar gebracht door specifieke eiwitvouwing; de complexe driedimensionale structuur.

## Functie
Bij enzymen met een katalytische triade kunnen twee reactietypen in gang worden gezet: het substraat wordt ofwel gesplitst in kleinere delen (hydrolase) of een deel van een substraat wordt overgebracht naar een tweede substraat (transferase). De residuen in de triade zijn onderling afhankelijk en gaan bindingen aan met andere residuen om nucleofiele katalyse te bewerkstelligen. De residuen werken samen om het nucleofiele residu zeer reactief te maken, waarbij een covalent tussenproduct aan het substraat wordt gevormd. Dit wordt vervolgens afgesplitst van het enzym om de katalyse te voltooien.

## Configuratie

### Nucleofiel
Binnen een katalytische triade vervult het nucleofiele residu een hoofdrol. Een zijtak van het nucleofiele residu voert een covalente katalyse uit op het substraat. Het vrije elektronenpaar van het zuurstof- of zwavelatoom valt daarbij het (elektrofiele) koolstofatoom aan van de carbonylgroep. De twintig natuurlijk voorkomende aminozuren, die voorkomen in menselijke eiwitten, hebben geen geschikte nucleofiele functionele groepen voor complexe katalysereacties.
Over het algemeen komen de volgende nucleofielen vaak voor: de hydroxylgroep (OH) van serine en het thiol- / thiolaat-ion (SH / S−) van cysteïne. Het inbedden van deze nucleofielen in een katalytische triade verhoogt de enzymatische activiteit. Sommige peptidasen gebruiken de secundaire alcohol van threonine als nucleofiel. Door de aanwezigheid van een extra methylgroep hebben deze peptidasen echter een N-terminale amide als een base in plaats van een ander aminozuurresidu.

### Base
Aangezien er geen natuurlijk voorkomend aminozuur bestaat die in voldoende mate nucleofiel is om reacties te katalyseren, hebben katalytische triaden een base. De base heeft de taak om het nucleofiele residu te polariseren en te deprotoneren, om zo de reactiviteit ervan te verhogen. Deze base deprotoneert vervolgens het eerste reactieproduct met als doel de leaving group vrij te maken.

### Zuur
Het zuurresidu van de triade vormt een waterstofbrug met het basische residu. Dit zorgt ervoor dat het basisch residu met al haar zijketens op één lijn wordt geplaatst en wordt gestabiliseerd. Meestal betreft het een residu van aspartaat of glutamaat: deze hebben de gunstigste pH-waarde. In sommige enzymen is het zuurresidu minder noodzakelijk: enkele enzymen hebben daarom een katalytische dyade (twee residuen).

## Voorbeeld

### Ser-His-Asp
Chymotrypsine is een belangrijk en vaak geciteerd voorbeeld van een enzym met een katalytische triade. De triade bestaat bij chrymotrypsine uit serine, histidine en aspartaat. Deze residuen werken samen om peptidebindingen te hydrolyseren. Dit gebeurt volgens onderstaand mechanisme:
Het aspartaat is met een waterstofbrug gebonden aan histidine, waardoor de pKz van deze imidazoolverbinding wordt verhoogd van 7 naar ongeveer 12. Dit maakt histidine een krachtige base die het serine-nucleofiel kan activeren. Serine valt het koolstofatoom van de carbonylgroep aan, en dwingt het zuurstofatoom een elektron te accepteren. Deze interactie leidt tot de vorming van een tetraëdrisch tussenproduct. Dit overgangscomplex wordt gestabiliseerd door een oxyanion-gat. Histidine geeft vervolgens zijn proton aan het stikstofatoom van de α-koolstof. Een watermolecuul geeft ten slotte een proton aan histidine.